# Henrique Leonel Lenzi
Henrique Leonel Lenzi foi um médico e pesquisador brasileiro, nascido em 26 de junho de 1943, em Nova Prata (RS).

## Biografia
Formou-se em Medicina, em 1969, pela Fundação Faculdade Federal de Ciências Médicas de Porto Alegre, concluiu a Residência Médica em Patologia em 1971 e o Mestrado em Patologia Humana em 1980, ambos pela Universidade Federal da Bahia. Completou sua formação com Curso de Imunologia da Organização Mundial da Saúde (1979), estágio em Imunoparasitologia na Harvard Medical School (1981-1983), Doutorado em Patologia Geral pela Universidade Federal de Minas Gerais (1989-1991) e Pós-doutorado no Instituto Pasteur de Lyon, na França (1992).
Em sua trajetória profissional, atuou como professor de Patologia na Universidade de Brasília (1972); chefe do Serviço de Patologia do Hospital das Forças Armadas em Brasília (1973 a 1978); médico patologista do Hospital Presidente Médici (1974-1977); pesquisador titular e chefe do Departamento de Patologia do Instituto Oswaldo Cruz (1984 a 2005); diretor da Superintendência de Informação Técnico-Científica da Fiocruz (1986-1989); e vice-presidente de Pesquisa da Fundação Oswaldo Cruz (1990-1991).
Em seu trabalho na Fundação Oswaldo Cruz, desenvolveu linhas de pesquisa nas áreas de Patologia e Imunopatologia de Doenças Infecciosas e Parasitárias (esquistossomose, angiostrongilíase, paracoccidioidomicose, tripanossomíase); Mecanismos de eosinofilia; 3-Morfobiologia do sistema linfo-hematopoético; Estudo multidisciplinar de sistemas complexos, com enfoque em granuloma; e Técnicas aplicadas à microscopia óptica de alta resolução. Desenvolveu teorias inovadoras em relação às relações parasito-hospedeiro, inclusive o conceito de coabitologia. Participou da formação de dezenas de novos cientistas e publicou mais de 130 artigos em revistas científicas, além de outras obras importantes, como o livro  "Schistosoma mansoni e esquistossomose: uma visão multidisciplinar"’, publicado em 2008. Lenzi ainda atuou como membro do corpo editorial da Revista do Instituto de Medicina Tropical de São Paulo a partir de 2007, e como conferencista em dezenas de eventos científicos nacionais e internacionais.
Como propriedade intelectual constam duas patentes de inventos, ambas divididas com outros cientistas. A primeira depositada em 16 de dezembro de 2004, é intitulada "Iniciadores específicos, método e kit para a detecção de sequências nucleotídicas características dos nematoides Angiostrogylus cantonensis, Angiostrongylus costaricensis e Angiostrongylus vasorum", que torna mais rápido o diagnóstico da angiostrongilíase. A segunda foi depositada em 10 de agosto de 2007 sob a denominação "Dispositivo e método para diagnóstico parasitológico", um dispositivo para diagnóstico coproparasitológíco da esquistossomose e de outras parasitoses intestinais, com larvas aquáticas positivamente atraídas pela luz.
No campo da comunicação, desenvolveu um projeto de implantação de um Centro de Computação Científica, criou o Núcleo de Vídeo da Fiocruz, o setor de programação visual, vinculado à gráfica da Fiocruz, e o Sistema Integrado de Bibliotecas (Sibi), que originaram serviços estratégicos do Instituto de Comunicação e Informação e Tecnológica em Saúde (ICICT). 
Faleceu em 15 setembro 2011 vítima de um linfoma. Em vida, recebeu, em 1979, o Prêmio Carlos Chagas, durante o XV Congresso da Sociedade Brasileira de Medicina Tropical. Também recebeu, em 1986, o Prêmio Nelson de Souza Campos durante o VI Congresso Brasileiro de Hansenologia. Após sua morte, o Salão de Leitura da Biblioteca de Ciências Biomédicas da Fiocruz ganhou o nome de Henrique Leonel Lenzi, em homenagem ao pesquisador que foi o primeiro diretor do ICICT.